# Chang'e 1
Chang’e 1 (chinês: 嫦娥一号; Pinyin: Cháng'é Yī Hào), foi uma sonda não-tripulada chinesa, lançada em 24 de outubro de 2007 em direção à órbita lunar, como primeira fase do programa espacial chinês de colocar um homem na Lua na segunda década do século XXI. A espaçonave, a primeira do programa Chang'e, foi batizada com o nome de uma ancestral deusa lunar da mitologia chinesa.
Ela foi lançada do Centro de Lançamento de Satélites de Xichang e entrou em órbita lunar em 5 de novembro. A primeira fotografia feita pela sonda foi enviada em 26 de novembro. Em 12 de novembro de 2008, um ano após seu lançamento, foi divulgado um mapa completo em 3-D, de alta resolução, da superfície do satélite, o mais detalhado e acurado mapa já feito da superfície lunar, proveniente de dados recolhidos pela sonda entre novembro de 2007 e julho de 2008.
A missão foi originalmente planejada para durar um ano, mas teve sua duração estendida e a espaçonave operou até 1 de março de 2009, quando foi desorbitada e lançada sobre a superfície do satélite.  Os principais equipamentos levados a bordo foram uma câmera estéreo com espectrômetro, altímetro a laser, espectrômetro de raios-X e raios-gama e dois detectores de vento solar.
Com uma massa de 2 350 kg, uma capacidade de carga de 130 kg e transportando um total de 24 equipamentos científicos, durante a missão a nave transmitiu o total de 175 gigabytes de dados.

## Visão Geral
O Programa Chinês de Exploração Lunar foi projetado para ser conduzido em quatro fases de avanço tecnológico incremental: A primeira é simplesmente alcançar a órbita lunar, uma tarefa concluída pelo Chang’e 1 em 2007 e Chang'e 2 em 2010. A segunda é pousar e explorar a Lua, como Chang'e 3 fez em 2013 e Chang'e 4 fez em 2019. A terceira é coletar amostras lunares do lado próximo e enviá-las para a Terra, uma tarefa para as missões Chang'e 5 e Chang'e 6. A quarta fase consiste no desenvolvimento de uma estação de pesquisa robótica perto do polo sul lunar.
 O programa visa facilitar um pouso lunar tripulado na década de 2030 e possivelmente construir um posto avançado perto do polo sul.

## Objectivos
A missão Chang'e 1 teve quatro objectivos principais:
1. Obter imagens tridimensionais das formas de relevo e estruturas geológicas da superfície lunar, de modo a fornecer uma referência para futuros pousos suaves planejados. A órbita da Chang'e 1 ao redor da Lua foi projetada para fornecer cobertura completa, incluindo áreas perto dos polos norte e sul não cobertas por missões anteriores.
2. Analizar e mapear a abundância e distribuição de vários elementos químicos na superfície lunar como parte de uma avaliação de recursos potencialmente úteis na Lua. A China espera estender o número de elementos estudados para 14 (potássio (K), tório (Th), urânio (U), oxigênio (O), silício (Si), magnésio (Mg), alumínio (Al), cálcio (Ca), telúrio (Te), titânio (Ti), sódio (Na), manganês (Mn), cromo (Cr) e lantânio (La)),[13] em comparação com os 10 elementos (K, U, Th, Fe (ferro), Ti, O, Si, Al, Mg e Ca) previamente sondado pelo Lunar Prospector da NASA. [14]
3. Sondar as características do solo lunar e avaliar sua profundidade, bem como a quantidade de hélio-3 (³He) presente.[13]
4. Sondar o ambiente espacial entre 40.000 km e 400.000 km da Terra, registrando dados sobre o vento solar e estudando o impacto da atividade solar na Terra e na Lua.

Além disso, o sistema de engenharia da sonda lunar, composto por cinco sistemas principais – o sistema de satélite, o sistema de veículo de lançamento, o sistema de local de lançamento, o sistema de monitoramento e controle e o sistema de aplicação terrestre – atingiu cinco objetivos:
- Pesquisar, desenvolver e lançar a primeira sonda lunar da China
- Dominar a tecnologia básica de colocação de satélites em órbita lunar
- Conduzir a primeira exploração científica da Lua pela China
- Inicialmente formar um sistema de engenharia espacial de sonda lunar
- Acumular experiência para as fases posteriores do programa de exploração lunar da China

## Histórico da Missão
Originalmente programado para abril de 2007, o lançamento foi adiado para outubro, pois este era "um momento melhor para enviar um satélite para a órbita da Lua".  O Chang'e 1 foi lançado por um foguete Longa Marcha 3A às 10:05 GMT em 24 de outubro de 2007, do Centro de Lançamento de Satélites de Xichang na província de Sichuan.
Após a decolagem, a Chang'e 1 fez três órbitas ao redor da Terra, uma queima no perigeu estendendo o apogeu da órbita ainda mais a cada vez, até que uma queima final de injeção translunar a colocou em curso para a Lua em 31 de outubro de 2007. Outra queima a colocou em uma órbita polar ao redor da Lua. A inserção na órbita lunar foi alcançada em 5 de novembro de 2007. Para marcar esta ocasião, a sonda transmitiu 30 canções e peças musicais clássicas chinesas, incluindo "Minha Pátria", "A Canção do Rio Yangtze" e "Altas Montanhas e Água Corrente".
A sonda foi controlada remotamente a partir de estações em Qingdao e Kashgar, como o primeiro uso da Chinese Deep Space Network. Uma Estação de Rastreamento da ESA também foi usada para transmitir sinais de e para a sonda.
As primeiras imagens da Lua foram retransmitidas em 26 de novembro de 2007. A sonda foi projetada para orbitar a Lua por um ano, mas as operações foram posteriormente estendidas, e ela permaneceu na órbita lunar até 1º de março de 2009. 
Em 1 de março de 2009, às 08:13:10 UTC, a Chang'e 1 caiu na superfície da Lua, encerrando sua missão. De acordo com a Administração Estatal de Ciência, Tecnologia e Indústria para Defesa Nacional (China), esse foi um impacto planejado e controlado. O ponto de impacto foi −1,5, 52,36.  Durante sua missão orbital, a sonda transmitiu 1.400 gigabits ou 175 gigabytes (GB) de dados.

## Design e instrumentos
A nave espacial Chang'e 1 tinha uma massa de 2350kg, com uma carga útil de 130kg, transportando 9 instrumentos principais:
- Câmera estéreo com uma resolução óptica de 120m e um espectrômetro operando em comprimento de ondas de 500 nm to 750 nm. [22]
- Espectrômetro de imagem de interferência: usado para obter espectros de ondas de luz lunar
- Espectrômetro de raios gama: usado para detectar 14 elementos na superfície lunar, incluindo: titânio, urânio, tório, potássio, oxigênio, ferro, silício, manganês, cromo, germânio, magnésio, alumínio, cálcio e sódio.
- Sonda de micro-ondas: usada para obter a espessura do solo lunar, mapa de temperatura de brilho do lado mais distante da lua e informações do solo dos polos lunares. Essas sondas tem a capacidade de fazer detecções em frequências de 3, 7,8, 19, 35 e 37 GHz, com uma profundidade de penetração máxima de 30, 20, 10, 1 metros, e uma resolução de 0.5K.
- Detector de partículas de alta energia e dois detectores de vento solar capazes de detectar elétronss e íonss pesados de até 730 MeV.
- Detector de partículas do vento solar: detecta o ambiente espacial da Terra à Lua e próximo à Lua. É um dos primeiros dispositivos a começar a trabalhar na Chang'e-1.
- Memória de grande capacidade: O satélite é equipado com uma memória de 48 GB para armazenar temporariamente dados de saída de vários instrumentos.

### Satellite platform instruments
- Motor de 490 Newton: usado para manutenção de órbita e mudança de órbita.
- Sensor de estrelas, sensor ultravioleta: usado para determinação de atitude de satélite.

### Instrumentos na Terra
Os instrumentos científicos usados para medir a posição da Chang'e-1 incluem :
- Navio de pesquisa Yuanwang
- O radiotelescópio de 25 metros em Sheshan, Xangai
- Um radiotelescópio de 25 metros localizado na Montanha Sul de Urumqi
- Um radiotelescópio de 50 metros localizado em Miyun, Pequim
- Um radiotelescópio de 40 metros localizado na Montanha Phoenix em Kunming
- Equipamentos alugados de outros países incluem: Estação Kourou da Agência Espacial Europeia, Estação New Noshe.

## Conquistas
A Chang'e 1 criou um mapa 3D preciso e de alta resolução da superfície lunar e conduziu o primeiro sensoriamento remoto passivo, multicanal e de micro-ondas da Lua do mundo